# Amblyseius circumflexis
Amblyseius circumflexis är en spindeldjursart som beskrevs av De Leon 1966. Amblyseius circumflexis ingår i släktet Amblyseius och familjen Phytoseiidae. Inga underarter finns listade i Catalogue of Life.